# Summerfield (Illinois)
Summerfield – wieś w Stanach Zjednoczonych, w stanie Illinois, w hrabstwie St. Clair.